# Wettinger Jesuskind

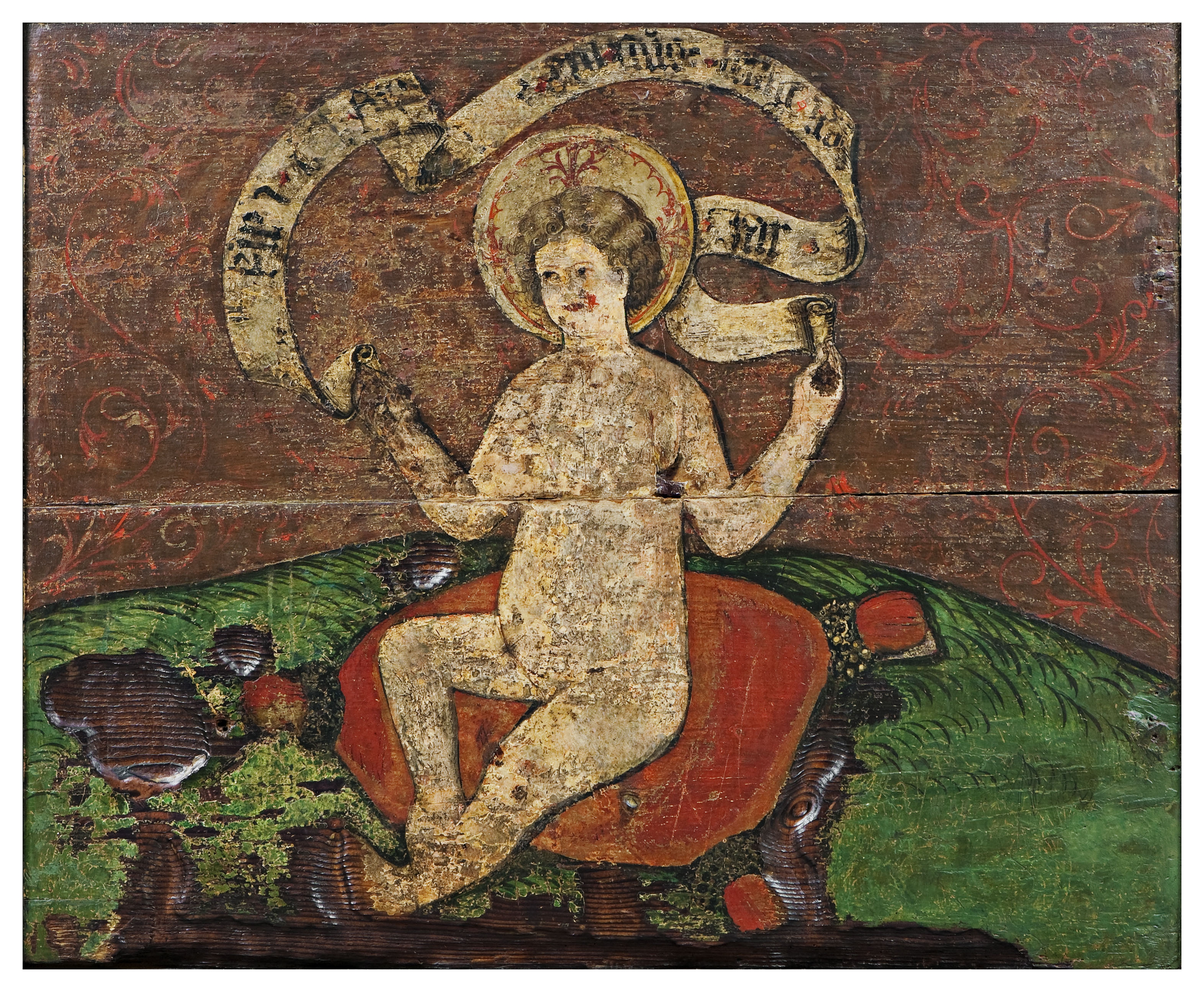
Wettinger Jesuskind

Das Wettinger Jesuskind ist ein Heiligenbild.
Es hängt über dem Altar der Kreuzgangkapelle in der ehemaligen Zisterzienserabtei Maris Stella (Maria Meerstern), dem Kloster Wettingen im Kanton Aargau in der Schweiz.

## Das Holzgemälde

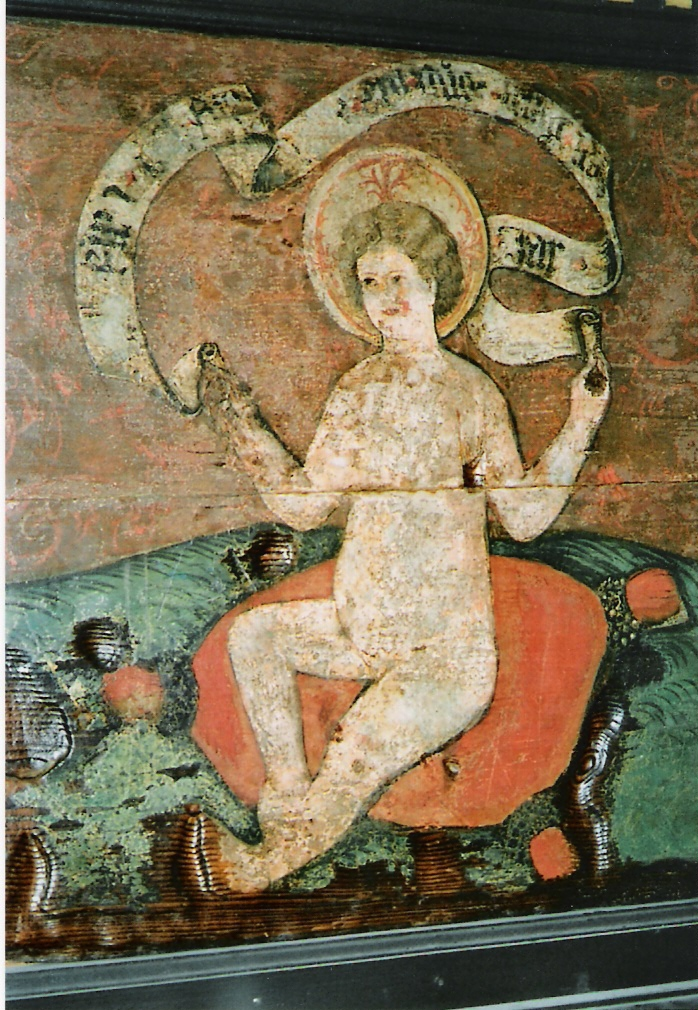
Detailansicht des Wettinger Jesuskindes

Der nackte Jesusknabe sitzt lächelnd auf einem roten Kissen inmitten einer grünen Wiese. Sein linkes Bein ist gestreckt, das rechte ist angewinkelt. Er hält in seinen erhobenen Händen ein langes Spruchband und blickt nach oben in den dunklen, rot-violett gefärbten Himmel. Leider ist die Schrift auf dem Spruchband kaum zu lesen, da mehrere Buchstaben fehlen. Nach dem letzten Wort „jar“ zu schliessen, wäre es ein deutscher Text. Andachtsbildchen des Jesuskindes wurden früher gern mit Neujahrsgrüßen verschickt.
Das Bild könnte um 1450 (vielleicht unter Abt Rudolf Wülflinger) für das Kloster Wettingen geschaffen worden sein und dort einen Raum des Abtes geschmückt haben. Das Tafelbild besteht aus zwei gleich grossen Holzbrettern. Das Bild misst 86 × 71 cm und zeigt in seiner künstlerischen Manier noch Einflüsse des sogenannten Schönen Stils, der um 1400 und bis ins vorgerückte 15. Jahrhundert nördlich der Alpen weit verbreitet war und sich durch seine weichen Umrisslinien auszeichnet.
Eine Künstlersignatur fehlt auf dem Bild, ebenso eine Archivquelle, die den Autor nennen würde. Die Malerwerkstatt könnte sich im Kloster selbst oder in Baden oder Basel befunden haben (zu Basel hatte Abt Wülflinger besondere Beziehungen). Dass ein Mönch das Bild gefertigt hätte, ist nicht auszuschliessen, aber eher unwahrscheinlich.

## Geschichte

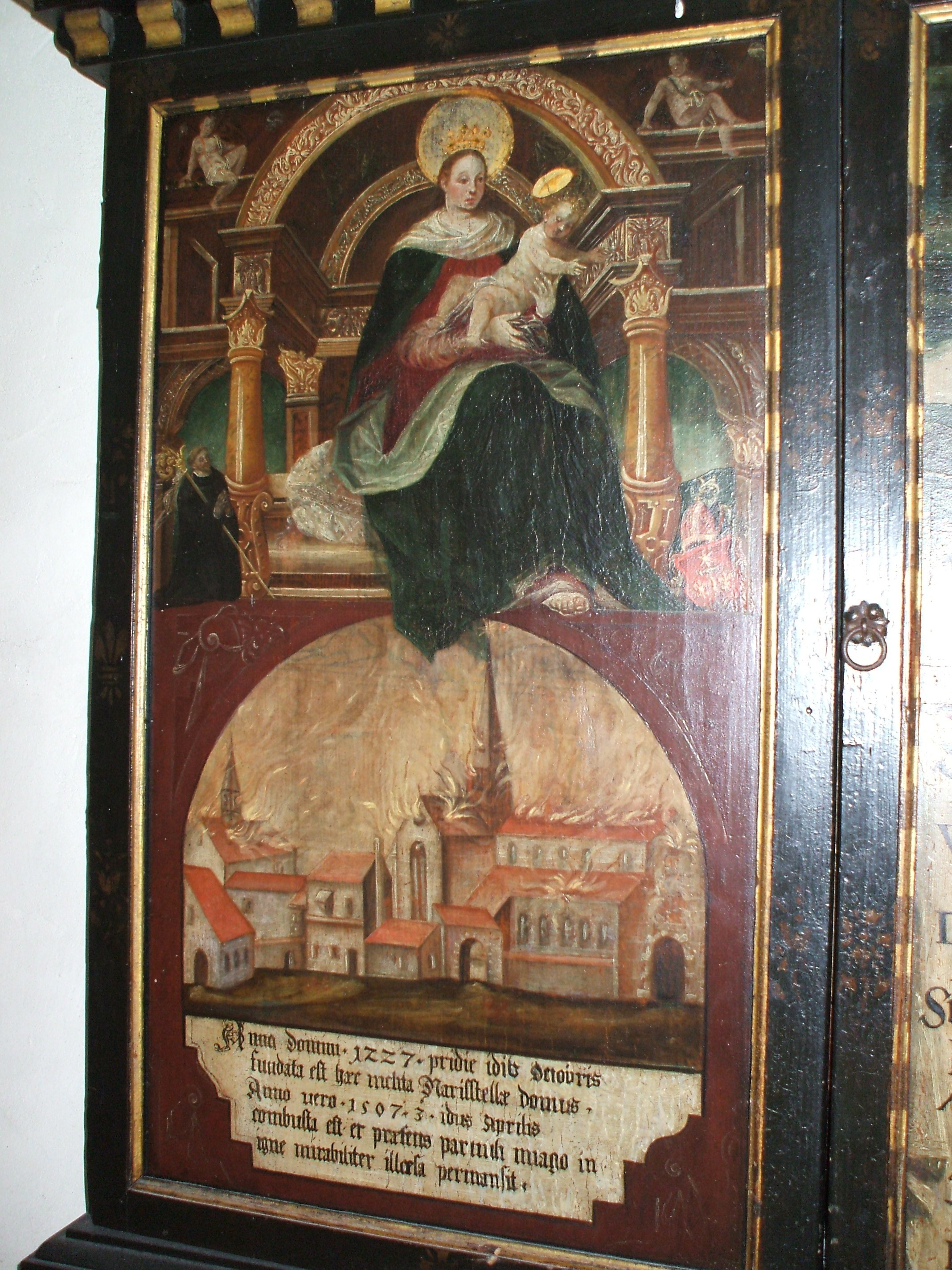
Unsere Liebe Frau zu Kloster Wettingen

### Klosterbrand von 1507
Das Holzgemälde überstand den verheerenden Klosterbrand vom Weißen Sonntag 1507 (11. April) trotz höchster Gefährdung auf wundersame Weise: Durch die Flammen entstanden zahlreiche Glutlöcher in einer besonderen Anordnung. Im Zentrum des Gnadenbildes befindet sich ein herzförmiges Glutloch, das zugleich als Heiligstes Herz Jesu interpretiert wurde.
Laut der Cistercienser-Chronik von 1894 soll sich der junge Konventuale und nachmalige Abt Johann Schnewly in der Herstellung von Raketen geübt haben; nach den Elogia Abbatum Marisstellae von 1695 war eine unbewachte Kerze Brandursache.
Der damalige Abt Johann Müller (Abtzeit 1486–1521) soll nach dem Bericht eines Gewährsmannes Folgendes gesagt haben:

«Der Tag wurde in Albis genannt, aber von unheilvoller Kohle gezeichnet sollte man ihn eher Tag der Asche nennen. […]  Ich habe den Phoenix des Himmels und der Erde – Christus, den Retter – auf dem Jesuskind-Bildnis unversehrt gesehen. Dieses öffentlich aufgehängte Bild möge alle Nachgeborenen an das Wunderzeichen erinnern und sie gleichzeitig zur Vorsicht mahnen.»

Der mythologische Vogel Phönix symbolisiert Leben, Auferstehung und Keuschheit. Er ist eines der ältesten Christussymbole und findet sich seit dem 2. Jahrhundert in der Katakombenmalerei. Der Sage nach geht der Phoenix in Flammen auf, um sich aus der Asche verjüngt zu erheben. Offenbar war das Bild zu Abt Müllers Zeiten an einem gut sichtbaren Platz aufgehängt, wo es alle Besucher des Klosters sehen konnten.
Das Wettinger Nekrologium gedenkt jeweils am 11. April eines Valentin Scharpf, der bei einem Unglück, das bei Löscharbeiten geschah, verstarb:

«Man gedenke des Valentin Scharpf aus Ysvelt, der bei der Bekämpfung des Brandes aus dem Weinkeller am Sonntag Quasimodo 1507 mit übergrossem Eifer die Mauern der Kirche und die heiligen Altäre retten wollte. Beim Herausziehen eines brennenden Balkens wurde er am Kopf getroffen und konnte während einer halben Stunde noch mit den letzten Seufzern seine Sünden beichten, bevor er starb. Er hinterliess uns ein ehrenvolles Gedenken.»

### Bildersturm von 1529
Abt Georg Müller (Abtwahl 1528) schloss sich 1529 mit 17 im Kloster lebenden Mönchen der Reform Zwinglis an. Sie legten das Ordensgewand ab, Messe und Chorgebet wurden abgeschafft. Nach dem Übertritt sollen sich nach Bullinger unflätige Dinge abgespielt haben. Im Kloster herrschten über einige Zeit das Chaos und der Mob. Dabei wurden die «bilder vnd kilchenzierden hingetan, alltär vnd Götzen zerbrochen vnd abgethan», obschon der wankelmütige Abt Georg Müller von seinen Konventualen zu erwirken versucht hatte, «dass sy die götzen still und mit züchten verbergind.»
Nach der Zweiten Schlacht bei Kappel 1531 setzten sich die katholischen Kantone sofort für die Rekatholisierung des Klosters ein. Pater Johann Schnewly, der als junger Konventuale den Klosterbrand von 1507 verursacht hatte, wurde zum neuen Abt ernannt. Ende November 1531 begann er mit vier katholisch gebliebenen Mönchen wieder den Gottesdienst zu feiern.

### Flügelbilder von 1602

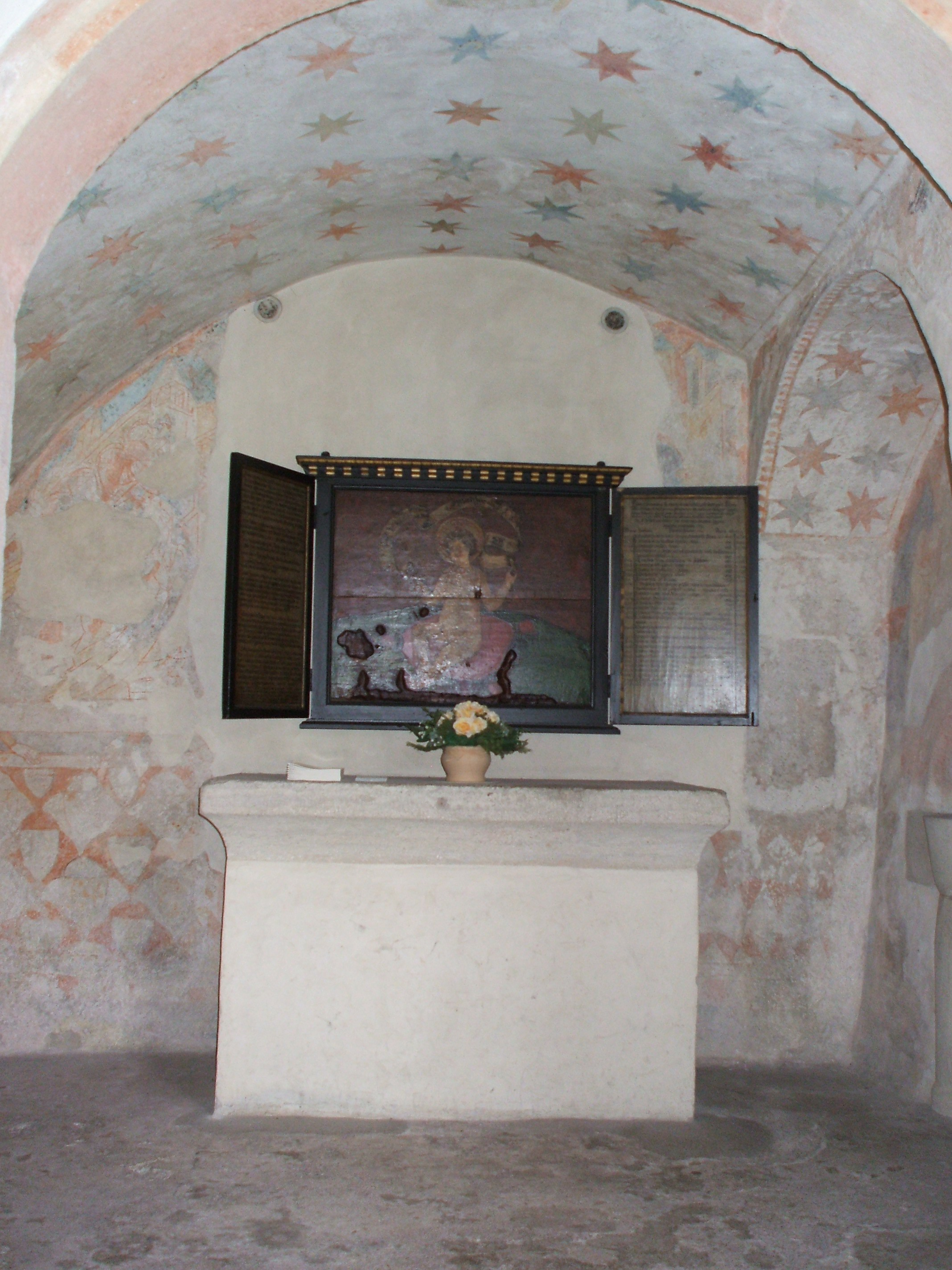
Flügelaltar des Wettinger Jesuskindes

1602, erst knapp hundert Jahre nach dem Brand, wurde das Bildnis mit zwei damals neu geschaffenen Flügelbildern zum jetzt noch erhaltenen Altarretabel zusammengefügt. Vermutlich liess Abt Peter Schmid (Abtzeit 1594–1633) das Retabel in der damals neu hergerichteten Abtkapelle hinter der sogenannten «Sommerabtei» aufstellen. Er verfügte die Herstellung der zusätzlichen Darstellungen Unserer Lieben Frau zu Kloster Wettingen, Klosteransicht und Klostergründer sowie die Anbringung der umfangreichen Inschriften. Die Inschrift unter der Klostervedute auf dem linken Flügel lautet frei übersetzt:

«Das Kloster Maris Stella brannte am 11. April 1507 aus, wobei das (in diesem Retabel wiederverwendete) Bildnis des Jesuskindes das Feuer unbeschadet überstand»

Auch in diesem Falle ist kein Künstlername überliefert. Vor allem das Marienbild «Unsere Liebe Frau zu Kloster Wettingen» zeigt mit seiner gewagten architektonischen Perspektive ausgesprochene Renaissance-Züge, wie sie ähnlich auf zeitgleichen Glasgemälden zu erkennen sind (auch auf solchen im Kreuzgang von Wettingen). Abt Peter Schmid stammte aus Baar (Kanton Zug) und hat für viele Ausstattungsarbeiten in seinem Kloster Innerschweizer Künstler herangezogen. Die Innerschweiz spielte in manchem Fall eine Rolle als «Einfallstor» für die aus Italien stammenden Formen der Renaissance. Vermutlich war ein Innerschweizer Glas- oder Tafelmaler der Künstler der beiden Retabelflügel.

### Heinrich Murers Chronik von 1631
Der Kartäuser und Historiker Heinrich Murer verfasste in der Kartause Ittingen von 1614 bis 1638 zahlreiche Chroniken von Klöstern, Abteien und Bistümern, die als Teile seines unvollendet gebliebenen Hauptwerks Theatrum Ecclesiasticum Helvetiorum («geistlicher Schauplatz Helvetiens») konzipiert waren. In seiner handschriftlichen Chronik des Klosters Wettingen beschrieb er 1631 die wundersame Bewahrung des Wettinger Jesuskindes im Klosterbrand von 1507:

«Es wer noch zu Wettingen im Creutzgang vor dem Capitel[hus] ein Taffelen darin ein sitzettes kindlin Jesu gemalet gesehen[,] so wunderbarlicher weis von Gott in dieser brunst erhalten worden [ist], dan dise Taffel ettliche mahlzeichen [so in der brunst gewessen] hatt[.] Und als das feur und taffelin biß zu einem füeßlin des kindlins [Jesu] gebrunnen, hatt das kindlin Jesu Miraculosé und aus Gottlicher krafft das eine feußlin an sich gezogen und unversertt verbliben.»

### Atlas Marianus von 1672
Das Flügelaltärchen des Klosters Wettingen präsentiert sich den Gläubigen wie ein grosses Bilderbuch. Das Marienbild auf der linken Flügelaussenseite kündigt das Geschehen im Retabelinnern an: Das Jesuskind überlebte den verheerenden Brand des Klosters Maria Meerstern auf wundersame Weise.

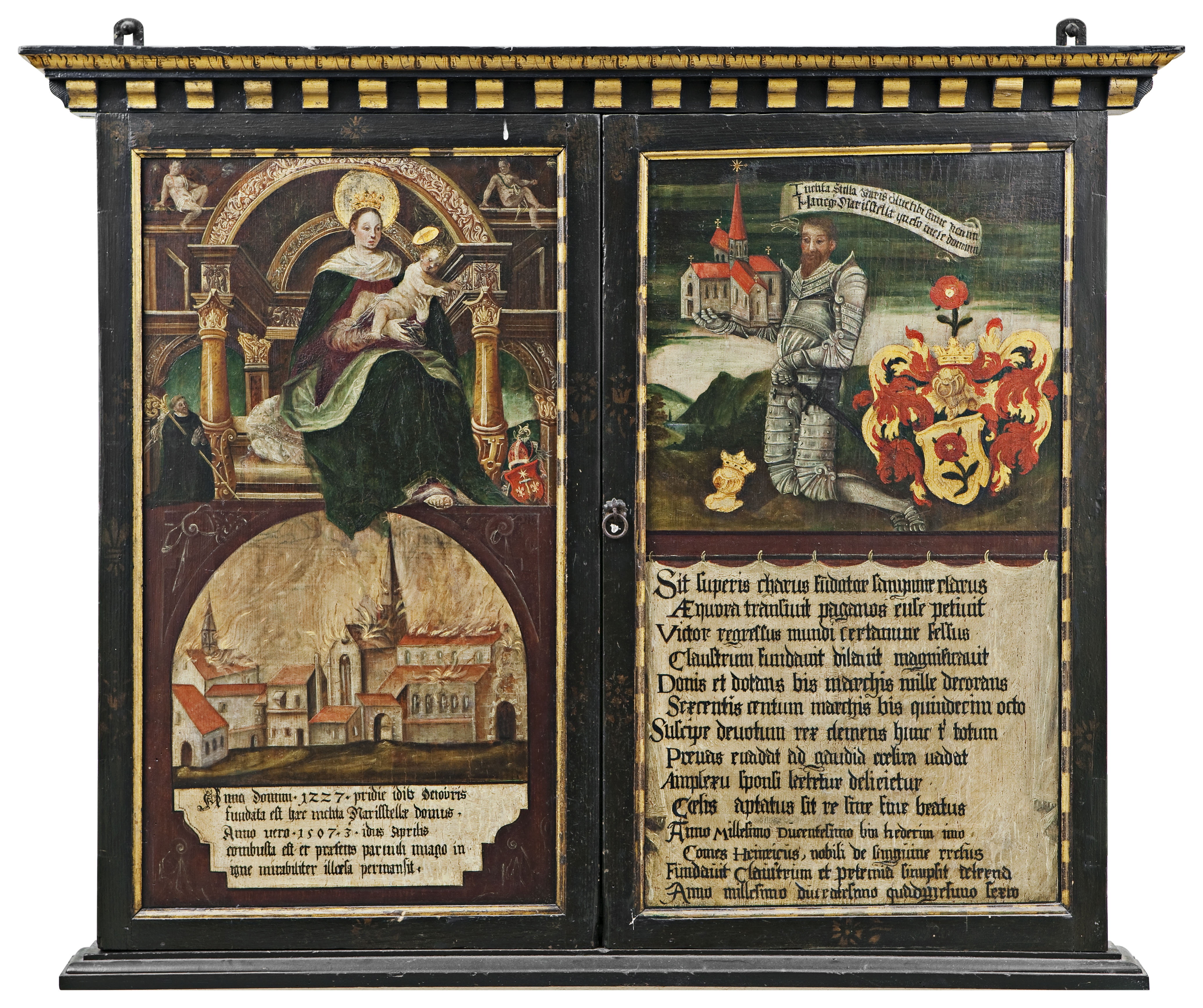
Flügelaltar des Wettinger Jesuskindes geschlossen
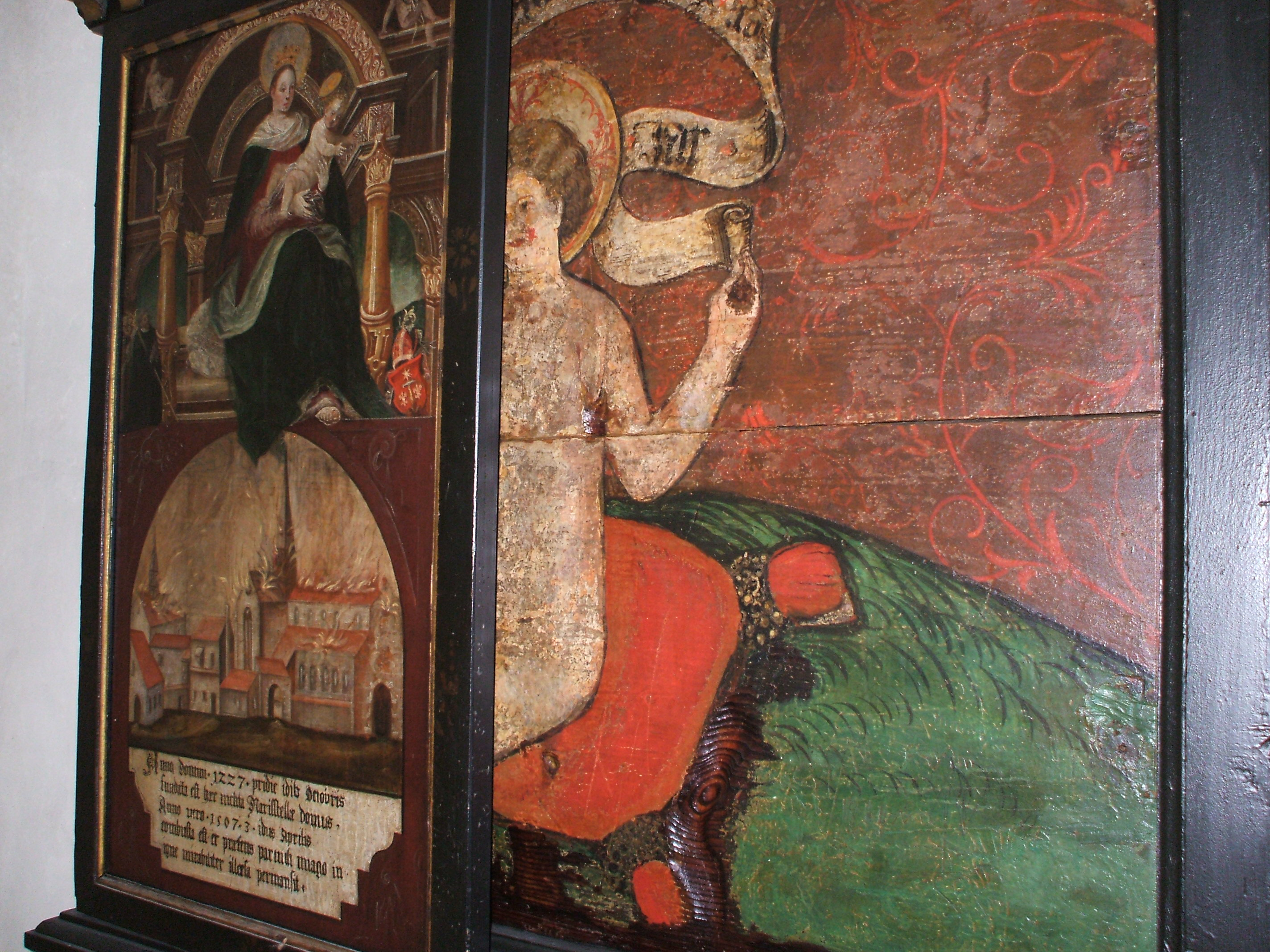
Linke Flügelaussenseite und Wettinger Jesuskind
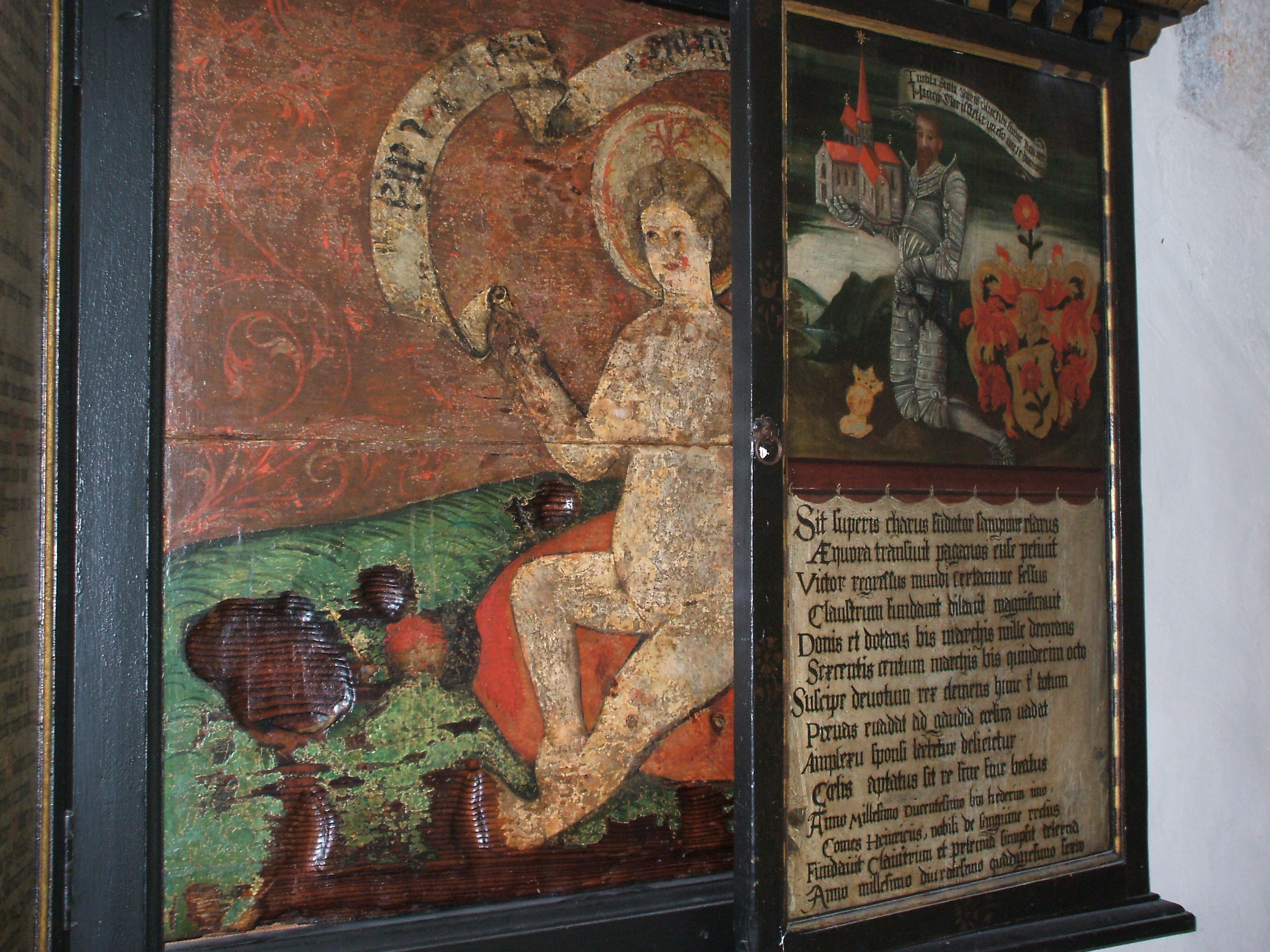
Rechte Flügelaussenseite und Wettinger Jesuskind
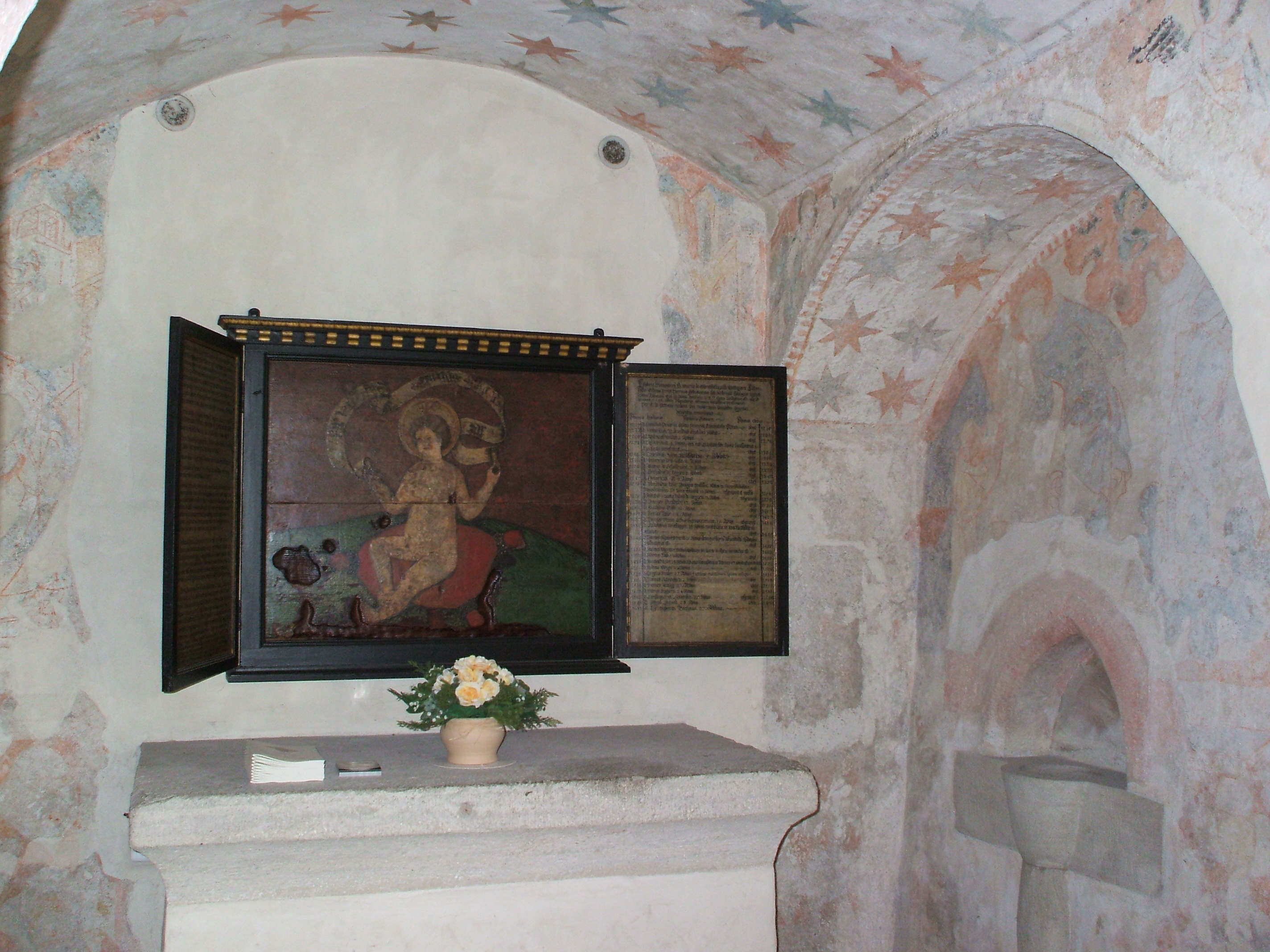
Flügelaltar des Wettinger Jesuskindes geöffnet

1672 verzeichnete der Jesuitenpater Wilhelm Gumppenberg in seinem lateinischen «Atlas Marianus», der 1200 wundertätige Marienbilder von Mexiko bis zu den Philippinen beschreibend katalogisierte, auch das Flügelaltärchen mit dem Wettinger Jesuskind. Der Beitrag für den Atlas Marianus wurde vom Jesuitenpater Wolfgang Lieb verfasst, der vor allem in Luzern in der Seelsorge tätig war. Der Eintrag im Marianischen Atlas verdeutlicht die grosse Verehrung des Flügelaltärchens mit dem Wettinger Jesulein durch die Bevölkerung in der Umgebung von Wettingen im 17. Jahrhundert.

### Marianischer Atlas von 1673 und 1717
Der Atlas Marianus wurde das verbreitetste geistliche Illustrationswerk des 17. Jahrhunderts; der lateinischen Erstausgabe (Ingolstadt 1657) folgten erweiterte Neuauflagen und Übersetzungen in deutscher, italienischer, ungarischer und polnischer Sprache. Eine der deutschen Übersetzungen des Atlas Marianus und der Beschreibung des Flügelaltars des Wettinger Jesuskindes erfolgte 1673 durch P. Maximilianum Wartenberg SJ:

«Vnser L. Frauen Bild Zu Wettingen / in Ober-Teutschland. IN dem Kloster Wettingen des Ordens S. Bernardi / ist ein Mutter Gottes Bild / so das JEsus-Kindlein auff den Armben haltet / ist sehr Kunstreich auff Holz gemahlet / vnd wird in derselben Gegend herumb hoch in Ehren gehalten. Als das Kloster einsmals von Grund hinweg gebronnen / ist auch dieses Bild in der Flamm gestecket / doch also / dass es von aussen allenthalb verbrennet worden / vnd auch das Feur so weit kommen / dass auch dess Kindleins halbe Füsslein verbrunnen wäre / wann es aussgestreckter gemahlet wäre. Die alte Andacht glaubet / es habe das Kindlein das Füsslein an sich gezogen.»

Eine weitere deutsche Übersetzung des Atlas Marianus erfolgte 1717 durch P. Augustino Sartorio OCist:

«U.L.F. zu Closter Wettingen. 6. zu Wettingen. Ord.Cist. Zu diesem schönen Gnaden-Bild in dem Cistercienser Closter zu Wettingen hegen die benachbarte ein besonderes Vertrauen, und ist solches in dem entstandenen Schaden-Feuer, wodurch die Kirche sambt dem Closter zu Grunde gangen, obwohlen mitten in Flammen, doch nicht mitverbrenet, sondern es seynd nur an denen Seiten einige wenige Brand-Mahlen übergeblieben. Poësis: Auch mitten in der Flamm sie ohn beschädigt bleibet / Drum sie die wahre Kirch die unversehrte schreibet. Wo von der Erb-Sünd sonst die ganze Welt thut rauchen / Darff sie kein Höllen-Dampff / kein Schlangen-Gifft anhauchen. Weil sie nun allzeit frey von aller Sünd geblieben / Thut sie auch mütterlich all'Sünden freye lieben.»

### Chronik der Zisterzienser von 1894

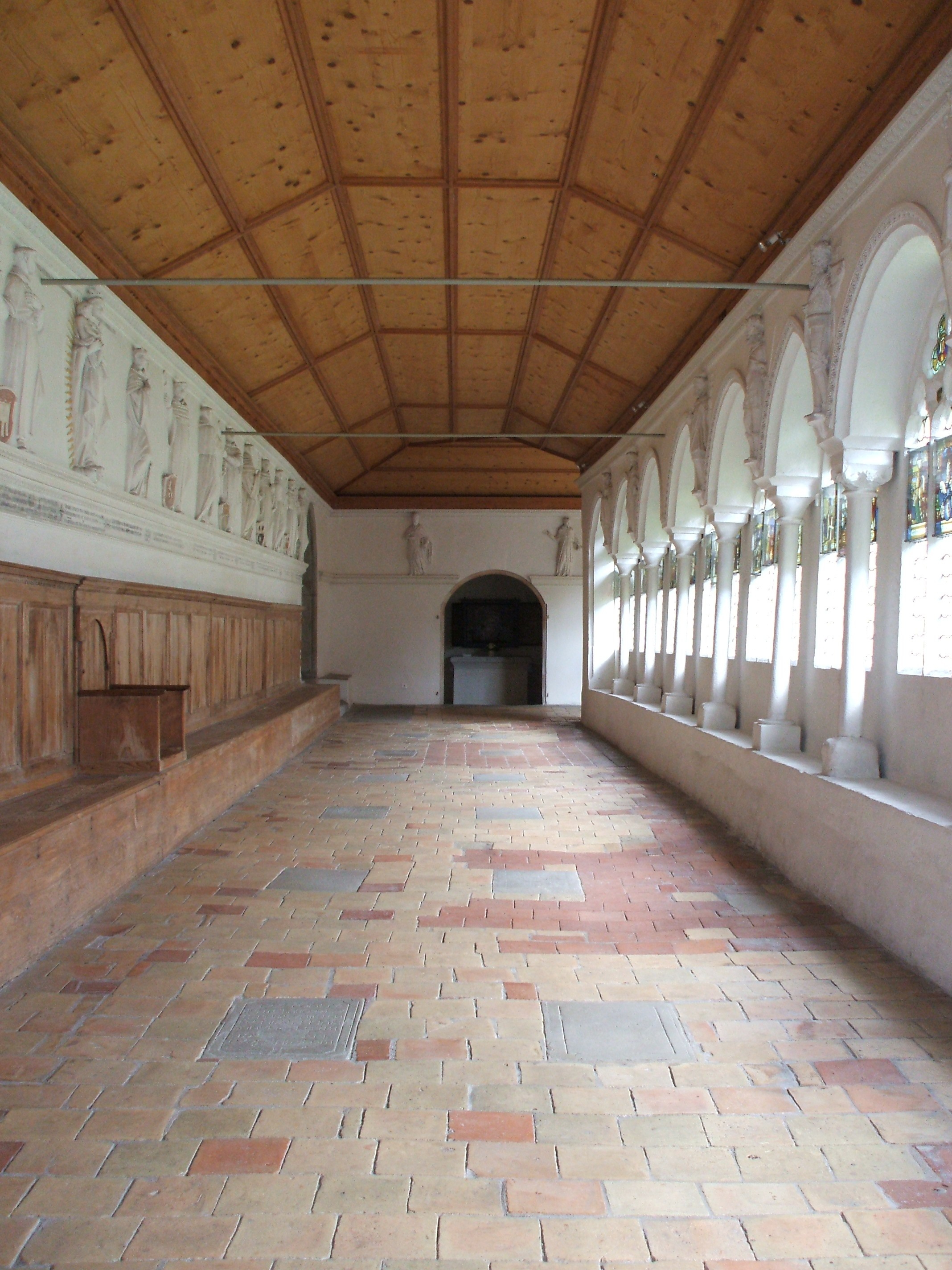
Lesegang mit Kreuzgangkapelle

Pater Dominicus Willi OCist, Abt von Marienstatt und später Bischof von Limburg, schrieb 1894 in der Cistercienser-Chronik der Zisterzienserabtei Wettingen-Mehrerau:

«Bevor wir den Lesegang verlassen, will ich den Besucher oder Leser auf ein Diptychon aufmerksam machen, welches jetzt gewöhnlich an den Abtssitz angelehnt ist und an welches sich eine merkwürdige Begebenheit knüpft. Das Mittelbild stellt ein auf Holz gemaltes Jesuskind dar. Dieses Bild hatte seinen althergebrachten Standpunkt im Capitelhause. Beim grossen Brande am 11. April 1507 wurde es vom Feuer ergriffen. Ringsum brannte die Holztafel lichterloh. Da soll das Jesuskind vor den Flammen die Füsse zurückgezogen haben. Die Figur blieb ganz unverletzt; die Lage der Füsse ist eine wirklich merkwürdige und macht einen Eindruck, welcher der frommen Legende einen hohen Grad von Wahrscheinlichkeit verleiht. Neben dem Bilde sind tiefe Brandspuren sichtbar. Abt Peter Schmid liess das Bild nach Art eines Diptychons einrahmen und auf den Flügeln den Klosterbrand und anderes malen. Der Convent von Wettingen hielt das Bild hoch in Ehren. Es wird als historische Merkwürdigkeit auch jetzt noch erhalten, muss aber Zeuge mancher spöttischer Bemerkung über <mönchischen Aberglauben> sein.»

### Klosterführer von 1908
Hans Lehmann (Kunsthistoriker und Direktor des Schweizerischen Landesmuseums Zürich) schrieb 1908 in seinem Klosterführer Folgendes über das Wettinger Jesuskind im Lesegang:

«Unser besonderes Interesse erregt der Nordarm, nicht nur seines hohen Alters wegen, sondern als Lesegang, in dem allabendlich die Mönche sich zur Kollatio versammelten. Noch stehen auf beiden Seiten der Wand entlang die einfachen Sitzbänke mit dem schmucklosen Abtsitze (dem spitzbogigen Fenster gegenüber), auf denen die Mönche ihrem vorlesenden Bruder lauschten oder während des Tages die stille Andacht hielten. Das Mittelbild des hier aufgestellten kleinen Flügelaltärchens soll beim Klosterbrande im Jahre 1507 auf wunderbare Weise von den Flammen verschont worden sein. Renoviert wurde es auf Veranlassung des Abtes Peter II., teilweise verdorben durch einen Klosterbruder, der es reinigen wollte, am Schlusse des 18. Jahrhunderts.»

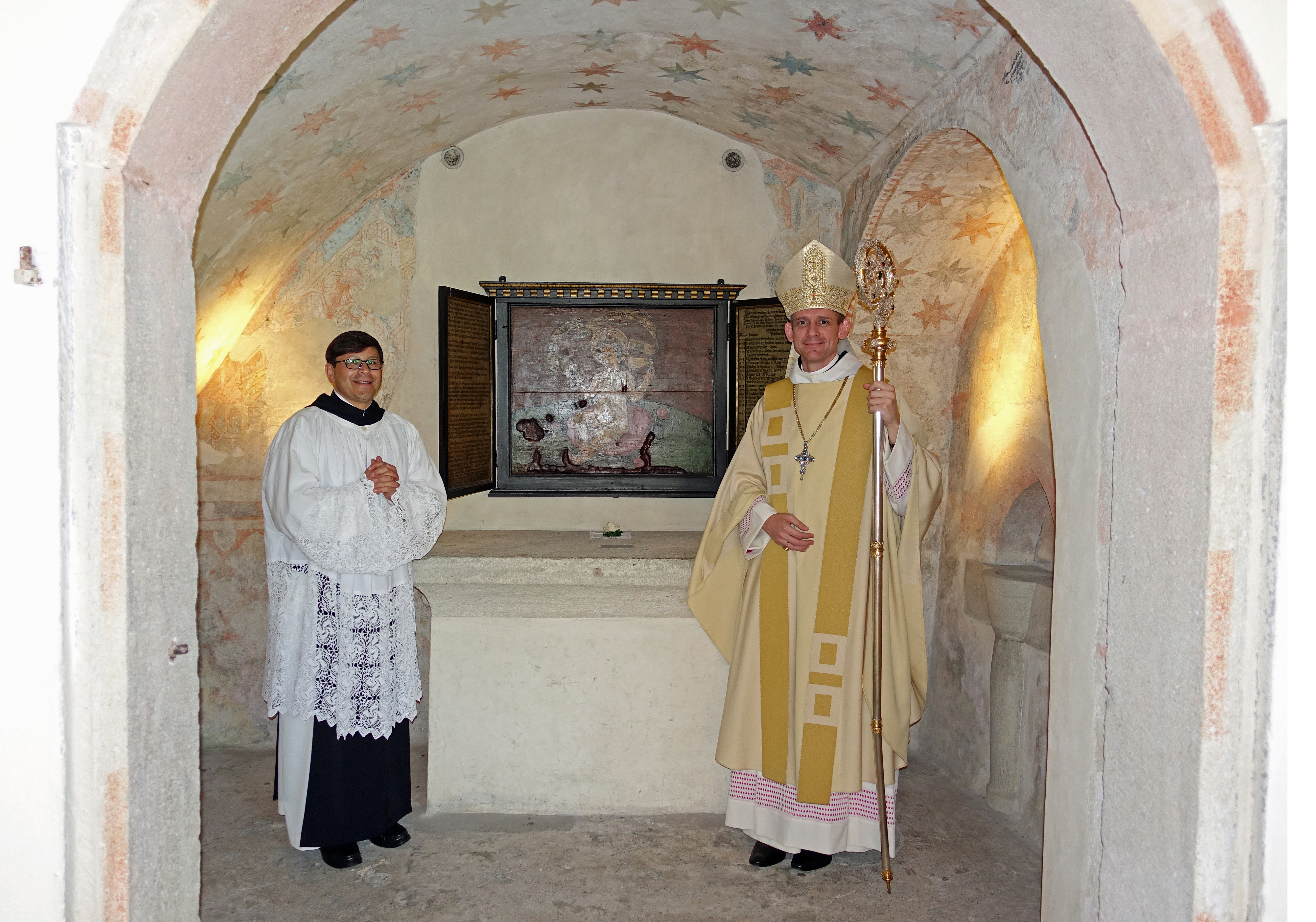
Abt Anselm van der Linde OCist

### Restaurierung von 1954
1954 wurde die seit dem späten 16. Jahrhundert umgestaltete Kreuzgangkapelle gemäss dem Zustand im 14. Jahrhundert rekonstruiert. Das kleine Flügelaltärchen des Wettinger Jesuskindes, das vorher im Nordarm des Kreuzganges aufgestellt war, wurde nach seiner Restaurierung, um die schmucklose Ostwand der Kreuzgangkapelle nicht unbesetzt zu lassen, über dem Altar angebracht.

## Verehrung
Bilder, die eine Katastrophe auf wundersame Weise überlebten, galten danach als besonders verehrungswürdig. Das Gnadenbild des Wettinger Jesuskindes, das zur Verehrung des Eucharistischen Herzens Jesu einlädt, ist im Kloster Wettingen hoch verehrt. Im bischöflichen Empfehlungsschreiben vom August 2019 für das Gebetsapostolat Wettinger Jesuskind schreibt Bischof Felix Gmür:

«Das Gebet ist ein tragender Pfeiler des christlichen Glaubens. Die Hinwendung zu Jesus Christus im Gebet verändert unsere Perspektive auf so viele Dinge und stärkt uns für die täglichen Herausforderungen. Die Meditation des Gnadenbildes des Wettinger Jesuskindes lädt dazu ein, das Jesusgebet über die visuelle Wahrnehmung zu vertiefen.»

## Literatur

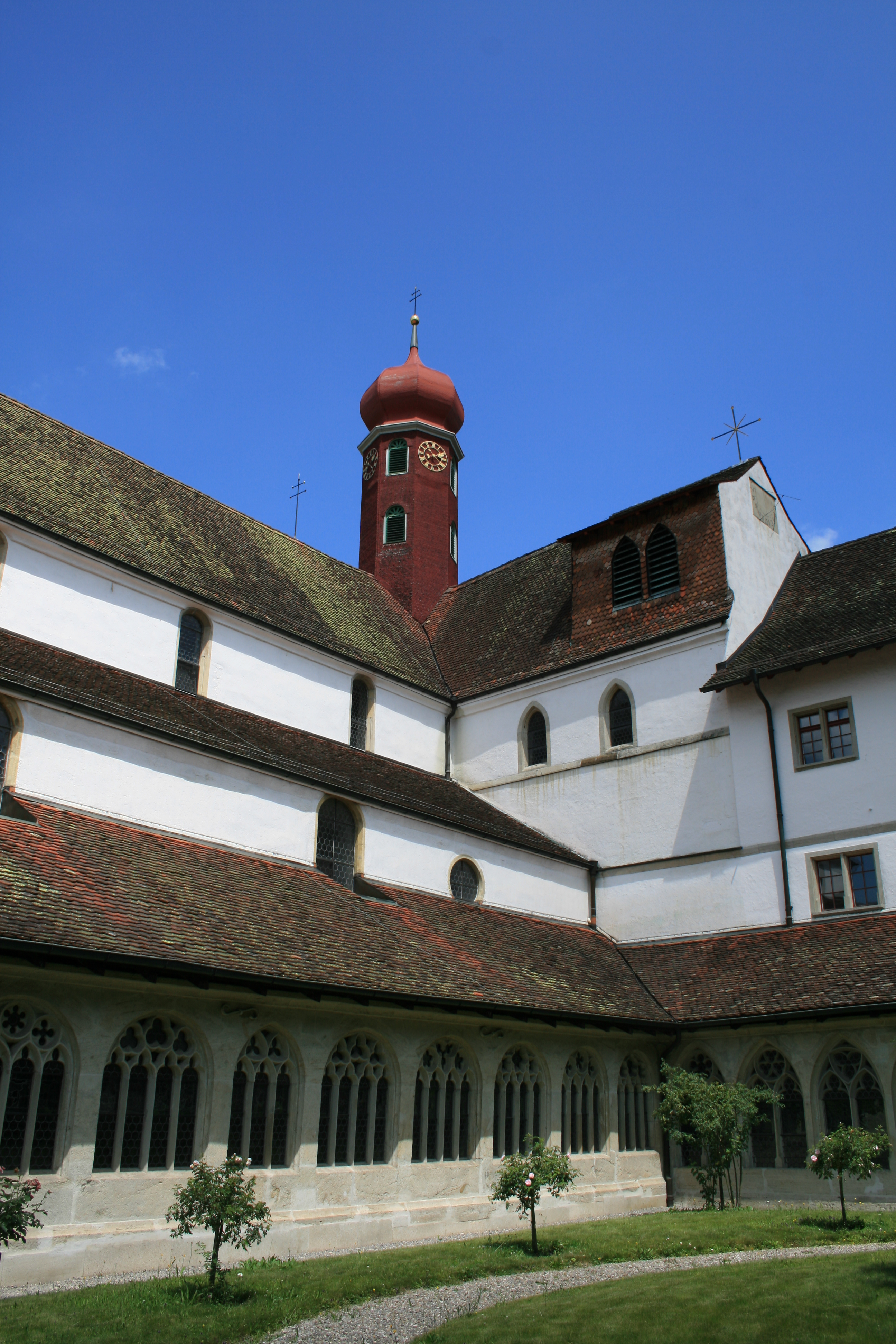
Kreuzgang mit Kreuzgangkapelle